# Jay Bouwmeester
Jay Daniel Bouwmeester (Edmonton, 27 settembre 1983) è un ex hockeista su ghiaccio canadese.

## Carriera
Ha vinto la medaglia d'oro olimpica alle Olimpiadi invernali 2014 svoltesi a Soči, conquistando con la sua nazionale il torneo maschile di hockey su ghiaccio.
Ha partecipato anche alle Olimpiadi invernali 2006 a Torino.
Ha conquistato inoltre due medaglie d'oro (2003 e 2004) e una medaglia d'argento (2008) nelle sue partecipazioni ai campionati mondiali di hockey su ghiaccio.
Ha vinto la World Cup of Hockey 2004 e 2016.
Con la vittoria della Stanley Cup 2019 coi St. Louis Blues è entrato nel Triple Gold Club.
A livello di campionati mondiali Under-20 ha vinto una medaglia d'argento (2002) e due medaglie di bronzo (2000 e 2001).

## Palmarès

### Club
- Stanley Cup: 1

St. Louis: 2019

### Nazionale

#### Giochi Olimpici
- Soči 2014

#### Campionati mondiali
- Finlandia 2003, Repubblica Ceca 2004
- Canada 2008

#### World Cup of Hockey
- World Cup of Hockey 2004, World Cup of Hockey 2016

#### Campionati mondiali Under-20
- Repubblica Ceca 2002
- Svezia 2000, Russia 2001

### Individuali
- Triple Gold Club:

2019